# Carla Strauss
Carla Strauss (Milano, 24 gennaio 1907 – Milano, 21 dicembre 1997) è stata una danzatrice e coreografa italiana.
Ha aperto a Milano la prima scuola di ginnastica artistica e correttiva e ha dedicato tutta la vita alla diffusione della pratica ginnica, intesa anche come terapia per ristabilire l'equilibrio fra il corpo e la mente attraverso il movimento.

## Biografia
Carla Strauss nasce da Carlo Strauss originario di Francoforte sul Meno, che possiede una delle più importanti ditte di merletti in Germania, e da Alice Schtibel. È la seconda di tre figlie. Gli Strauss sono una famiglia che coltiva gli sport: barca a vela, tennis, sci. Si diploma in coreografia al conservatorio di Zurigo. Frequenta la scuola Loheland. È una delle più interessanti scuole di formazione della Germania creata su ispirazione della cultura del corpo, così importante in quegli anni fra la gioventù tedesca. È un collegio voluto da Louise Langgard, antroposofa e Hedwig von Rohden, insegnante precisamente dedicato solo alle ragazze, con l'intenzione di rafforzare la partecipazione femminile nella società. In Italia vengono definite, con un po' d'ironia, "le sacerdotesse di Loheland" o più seriamente "lo stato delle Amazzoni". In questa scuola si studia danza e movimento, ma ci sono anche coltivazioni di prodotti agricoli, allevamento di animali e costruzione di manufatti, destinando queste pratiche a un'idea di educazione integrale. La scuola, che è vicino a Fulda, è aperta tuttora ed è la più antica sede di formazione della comunità antroposofica.

### La scuola Carla Strauss
Nel 1927 la Strauss apre in via Brera 10 la Carla Strauss - Arte del Movimento, prima scuola di ginnastica a Milano. Insegna una ginnastica, che è assimilabile alla danza, a suon di musica e crea coreografie come danzatrice della danza d'espressione.
Nel 1933 pubblica il suo primo libro, Ginnastica moderna femminile. Arte e grazia del movimento, dove guarda come massimo riferimento a Isadora Duncan. Espone fin da questo inizio l'atteggiamento aperto verso i contributi della ginnastica di qualsiasi scuola purché utile a sviluppare il benessere delle donne. La salute è benessere di tutta la persona che va associata alla cura del corpo basata sull'esercizio fisico, una buona respirazione, l'elioterapia, una dieta con poche proteine animali, il rispetto dello sviluppo naturale, rifuggendo quindi dagli artifici, per esempio il busto delle signore, i tacchi troppo alti, gli abiti soffocanti.
Nel 1928 è una delle 25 socie che compongono il primo Soroptimist d'Italia, il club di Milano.
Durante gli anni trenta è chiamata a organizzare le coreografie d'importanti spettacoli, in Italia a Verona, Bologna, al Castello Sforzesco di Milano e anche per il Teatro romano di Sabrata a Tripoli, inaugurato alla presenza di Mussolini. Ma nel 1938, con le leggi razziali, la scuola chiude. Intanto si è sposata con Enzo Kaufman, con cui ha avuto il figlio Alessandro. Fugge dall'Italia in seguito alle persecuzioni razziali e va a vivere con tutta la famiglia in Svizzera, dove nasce la figlia Nora. Ritorna in patria nel 1948.
Nel 1948 riapre la scuola nella sede storica in via Brera 10. Fino dagli anni cinquanta organizza i corsi per i bambini di due anni e mezzo, tre anni, un'assoluta novità per i tempi, così come i corsi per persone anziane. Chi frequenta sono quasi tutte donne, alcune sono appartenenti alle classi alte, ma ci sono anche le impiegate degli studi del centro. Tra le allieve più note troviamo Lucia Mannucci, l'ex sindaco di Milano Letizia Moratti, Milly Moratti, la regista e scrittrice Mara Cantoni, Alessandra Gallone.
Le insegnanti che hanno affiancato Carla Strauss nel corso degli anni, venivano selezionate in base alla capacità di intervenire sui problemi posturali, di costruire il portamento e di fare interagire la ginnastica con la musica, assimilandola all'arte della danza. Fra queste Liliana Renzi e dal 1972 Johanna Wollmann che introduce i corsi di danza jazz. Sarà lei a rilevare dal figlio Alessandro la scuola nel 2000, portandola prima in corso Vittorio Emanuele 22 e poi in corso Buenos Aires. Ora la scuola si chiama Scuola Carla Strauss - Movimento in movimento.

## Opere
- Carla Strauss, Ginnastica moderna femminile. Arte e grazia del movimento, Hoepli, 1933
- Carla Strauss, Arte del movimento: ginnastica moderna, La Settimana d'Italia, 1957
- Carla Strauss, Ginnastica: arte del movimento, Garzanti-Vallardi, 1971, 1973, 1975, 1976, 1979
- Carla Strauss, Ginnastica ancora: esercizi per i meno giovani, Vallardi, 1982
- Carla Strauss, La ginnastica, Vallardi, 1984
- Carla Strauss, Educazione al movimento per gli anziani: guida pratica per operatori, NIS, 1986
- Carla Strauss, Ginnastica sempre, Vallardi, 1989
- Carla Strauss, Ginnastica per bambini: esercizi da eseguire con l'insegnante, con i genitori, da soli, Tascabili Sonzogno, 1991